# Jouy-sous-Thelle
Jouy-sous-Thelle – miejscowość i gmina we Francji, w regionie Hauts-de-France, w departamencie Oise.
Według danych na rok 1990 gminę zamieszkiwały 742 osoby, a gęstość zaludnienia wynosiła 58 osób/km² (wśród 2293 gmin Pikardii Jouy-sous-Thelle plasuje się na 385. miejscu pod względem liczby ludności, natomiast pod względem powierzchni na miejscu 284.).